# 마살라 도사
마살라 도사(힌디어: मसाला दोसा, 칸나다어: ಮಸಾಲೆ ದೋಸೆ 마살레 도세)는 소를 넣은 도사이다. 망갈로르 툴루 요리의 일종으로, 남인도에서 널리 즐겨 먹는다. 마살라 도사는 가장 대중적인 도사 요리이며, CNN 선정 "세계에서 가장 맛있는 음식" 39위에 이름을 올리기도 했다. 인도의 국민 음식 가운데 하나로 여겨진다.

## 이름
"마살라(मसाला)"는 "향신료"를 뜻하는 힌디어 낱말이며, "도사(दोसा)"는 쌀과 우라드콩 등을 갈아 만든 발효 반죽물을 얇게 부친 남인도 음식이다. "마살라 도사"에서 "마살라"는 여러 가지 향신료를 넣어 양념한 감자 소인 "알루 마살라(आलू मसाला)"를 가리킨다. 힌디어 "알루"는 "감자"를 뜻한다.

## 만들기

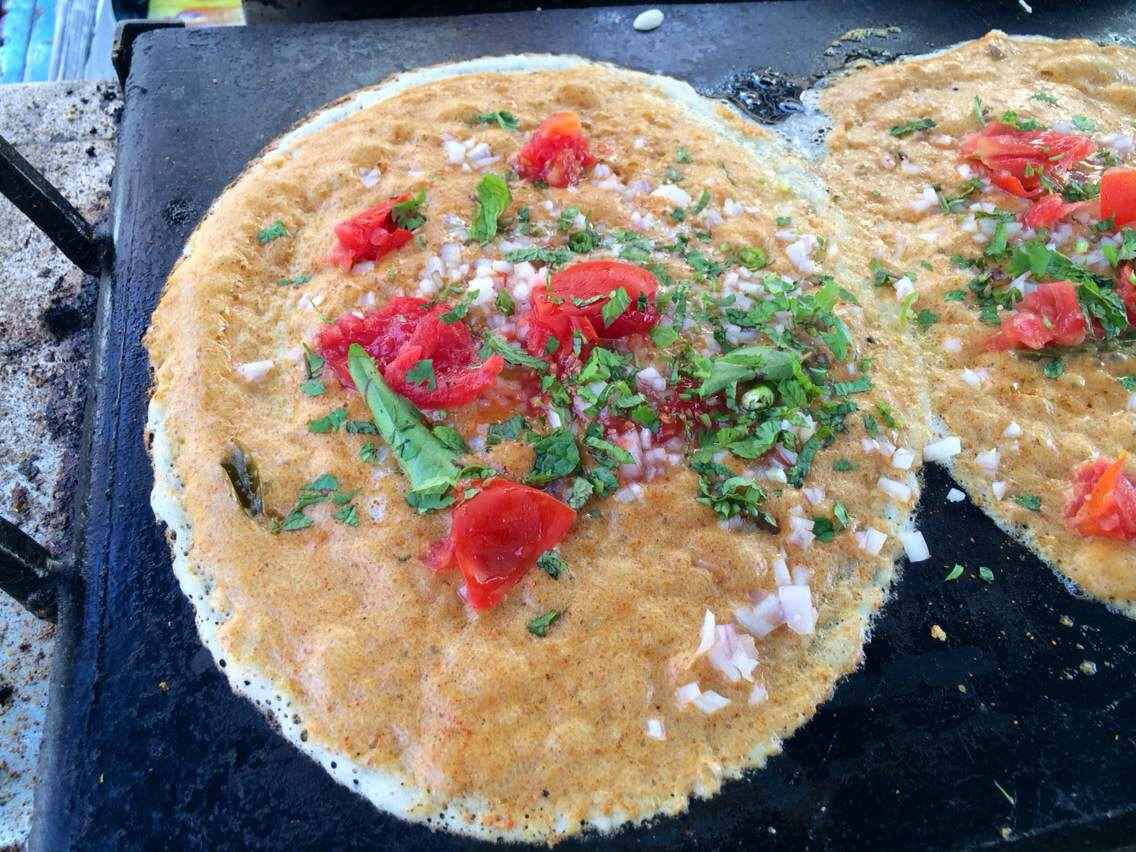
마살라 도사 만들기

도사 반죽물은 불려 둔 쌀과 우라드콩으로 만드는 경우가 많은데, 일반 쌀과 납작쌀을 함께 쓰거나 납작쌀만 쓰기도 하며, 우라드콩은 짜개를 쓴다. 보통 호로파 씨를 함께 불려 두었다가 같이 간다.
타바(전통 번철)에서 도사가 다 익어갈 때쯤 윗면에 기를 바르고, 감자 소를 올린 다음 도사를 돌돌 말거나 반으로 또는 세모로 접어 낸다. 감자 소는 보통 기름에 겨자 씨와 쿠민, 고추, 마늘, 생강, 양파, 고수 잎, 커리나무 잎, 울금가루 등을 볶다가 삶아 으깬 감자를 넣어 함께 볶는다. 아위나 고춧가루 등을 넣기도 하며, 토마토나 완두가 들어가기도 한다.

## 종류
- 마이소르 마살라 도사(칸나다어: ಮೈಸೂರು ಮಸಾಲೆ ದೋಸೆ 마이수루 마살레 도세)는 감자 소를 올리기 전에 도사에 "켐푸 차트니(ಕೆಂಪು ಚಟ್ನಿ→붉은 차트니)"를 펴 바른다. 켐푸 차트니는 홍고추나 물에 불린 건고추를 넣어 붉은 색을 띤다. 고추 외에도 마늘, 생강, 양파 등 향신채와 쿠민 등 향신료을 넣는데, 이 재료들은 기름에 볶아 쓰기도 하고 그냥 쓰기도 한다. 믹서에 고추를 비롯한 향신채와 볶은 벵골콩, 레몬 즙이나 타마린드 즙, 소금 등을 넣고 간 것이 켐푸 차트니이다.

## 사진

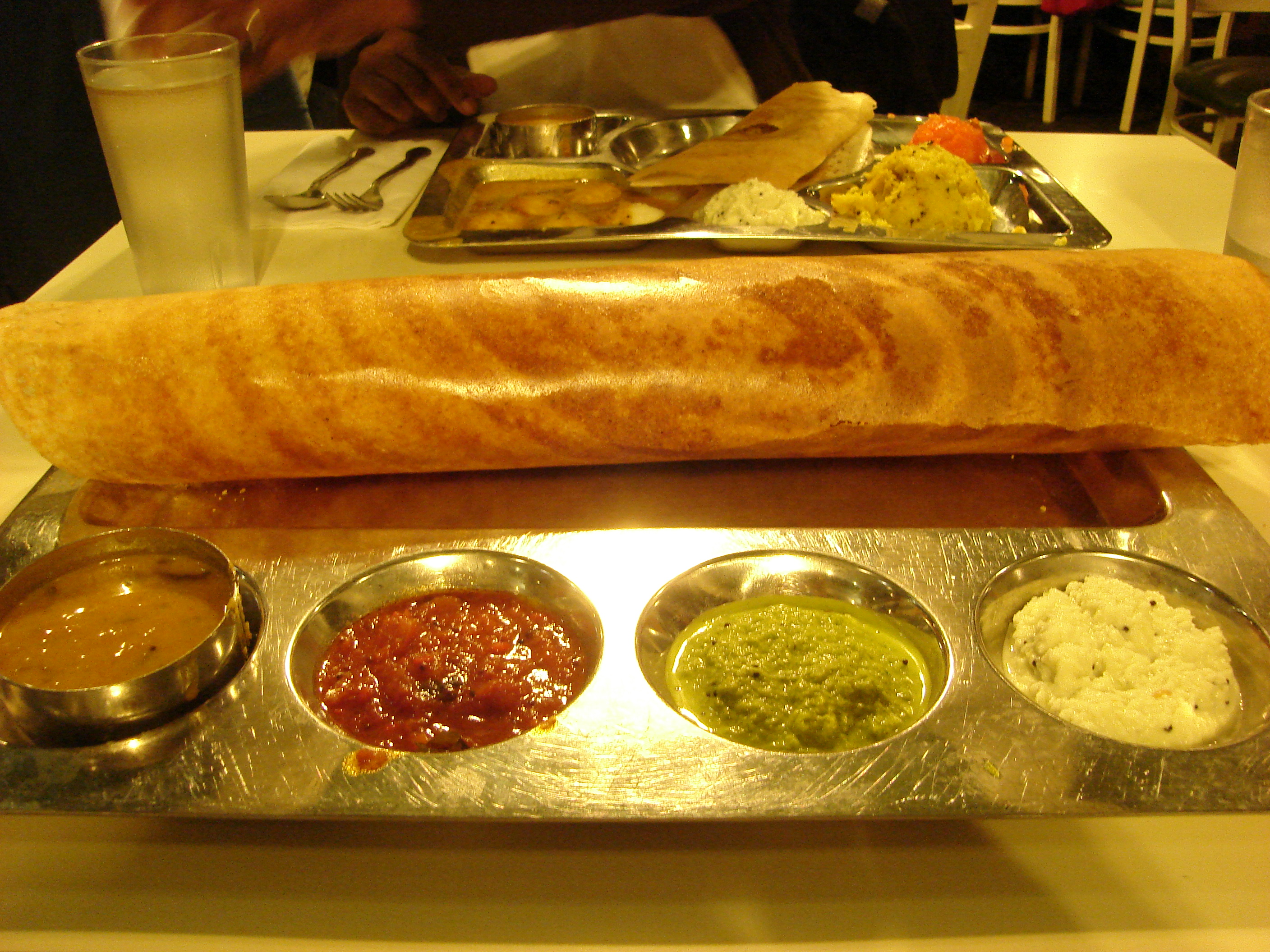
삼바르와 세 가지 차트니를 곁들인 마살라 도사
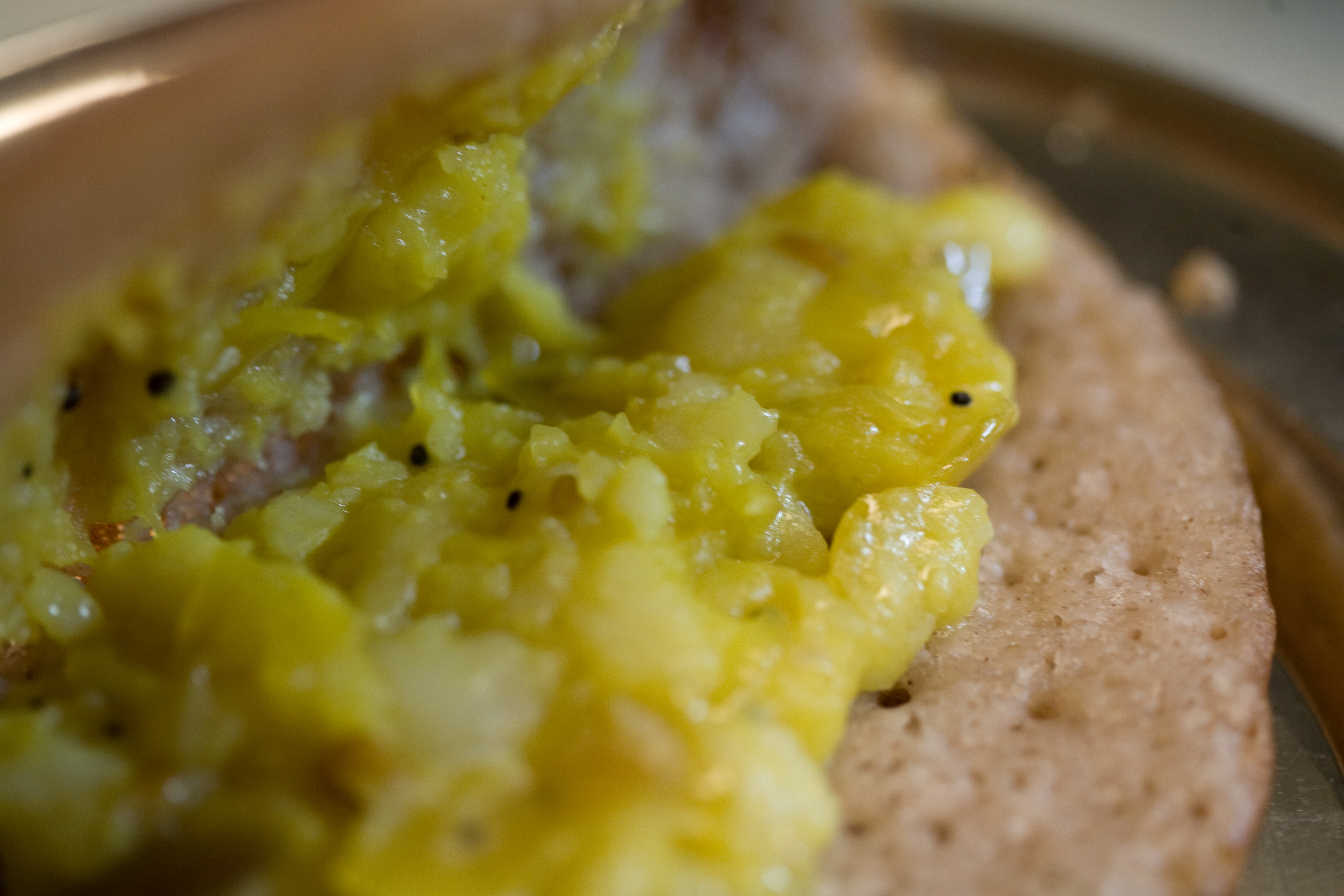
마살라 도사의 감자 소
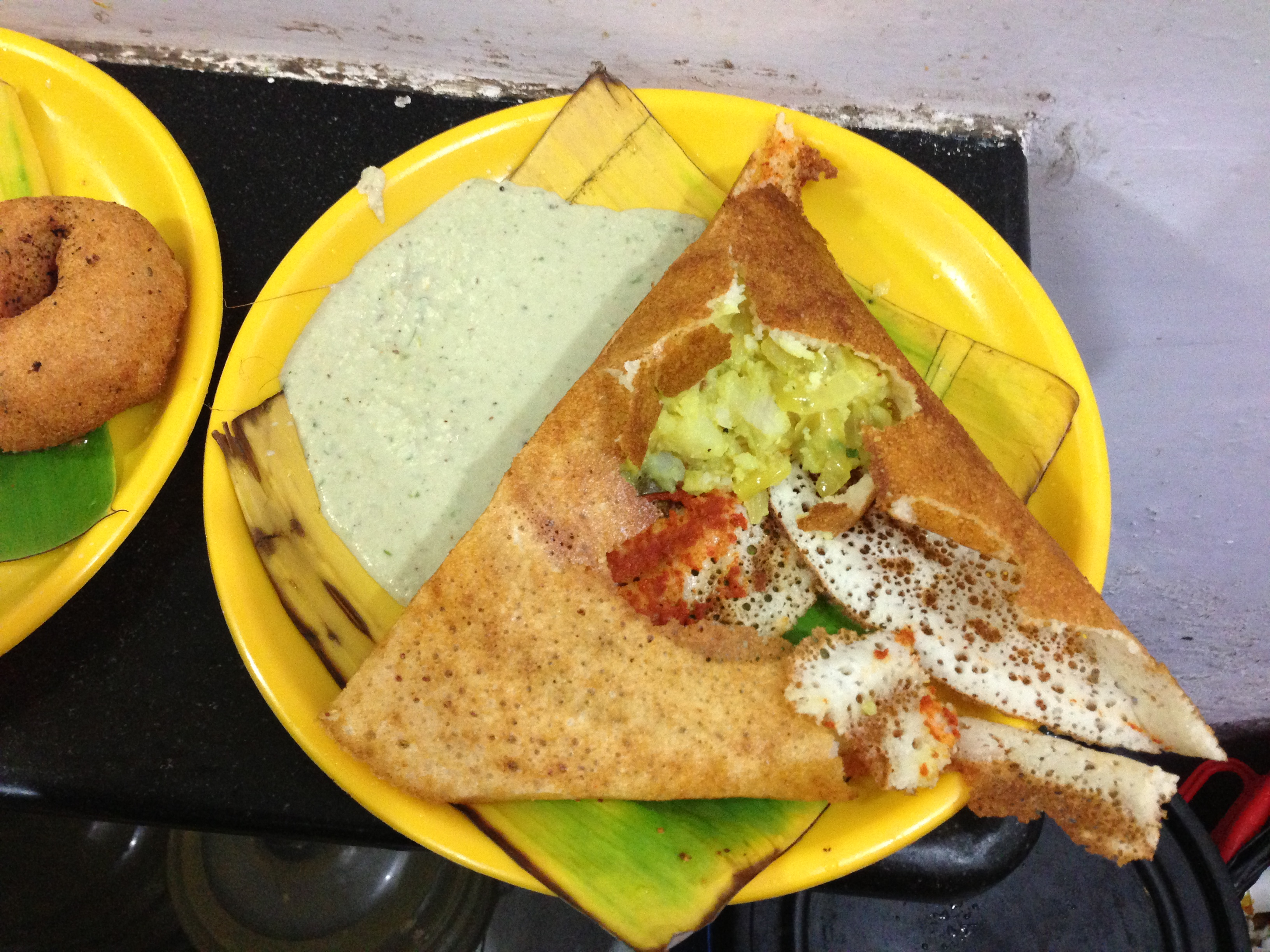
마이소르 마살라 도사
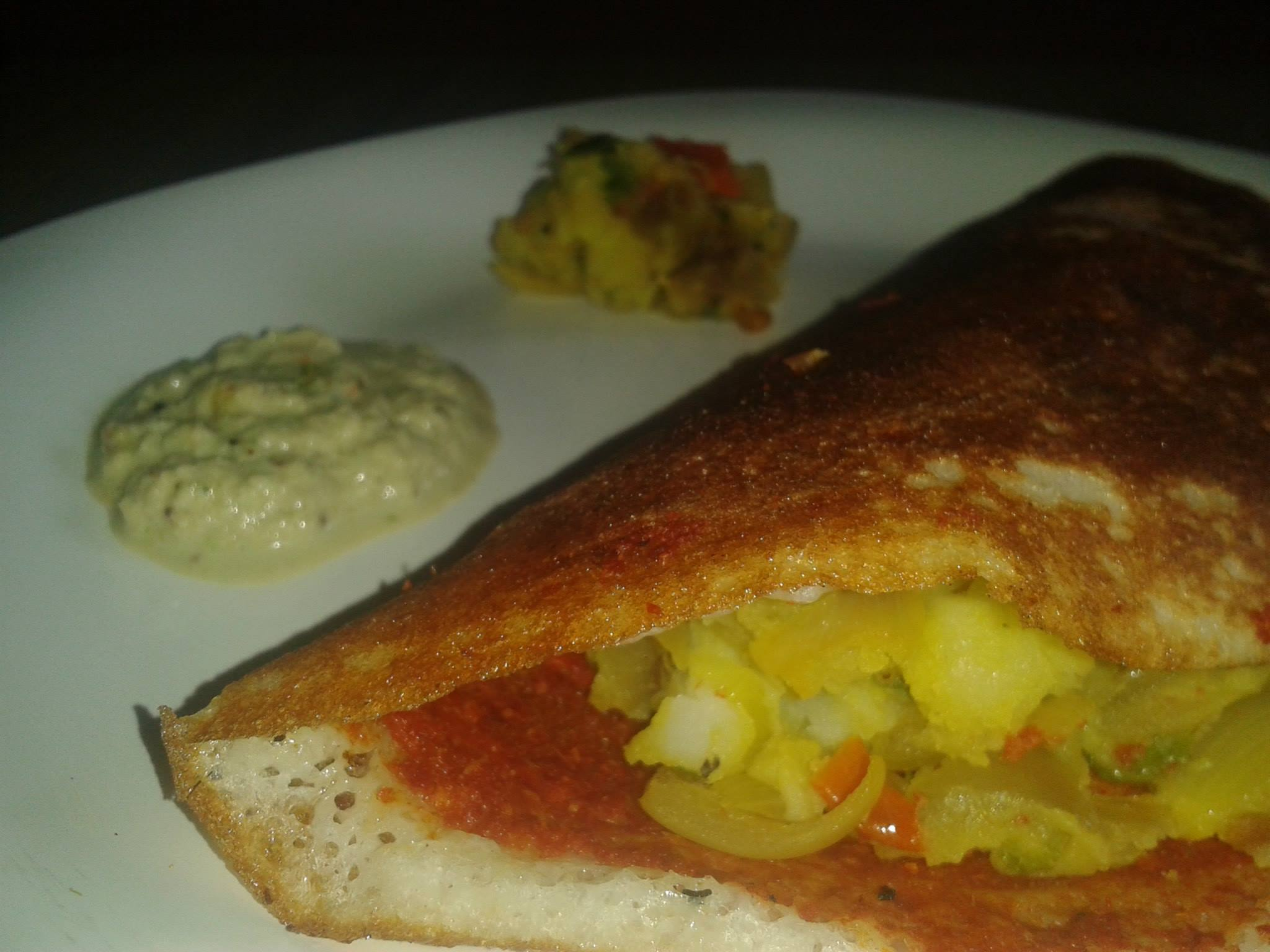
벤네 마살라 도사
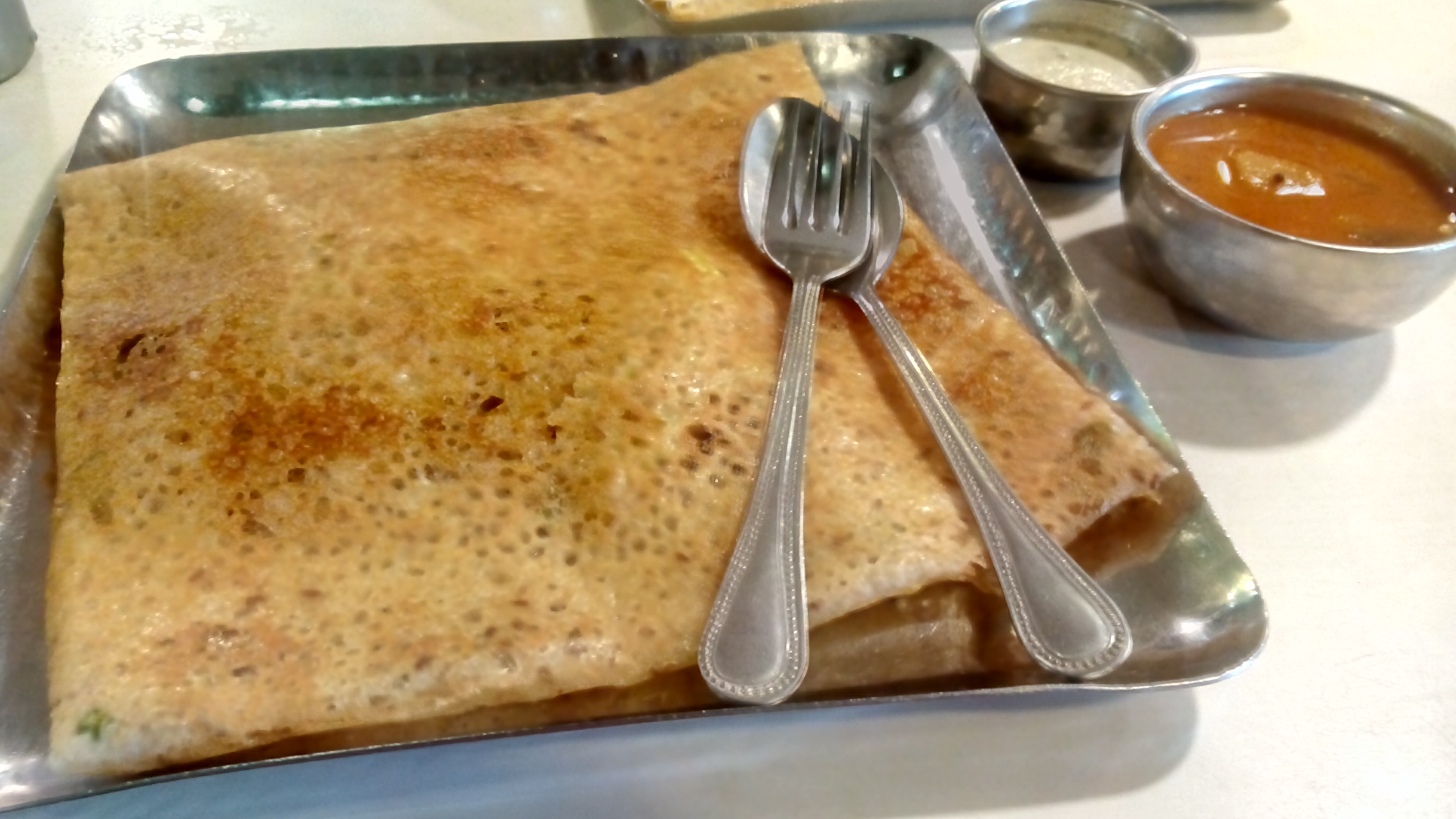
라바 마살라 도사

## 같이 보기
- 소를 넣은 음식 목록